# Крестианполь, Пётр Игнатьевич
Пётр Игнатьевич Крестиа́нполь (Крестья́нполь; 25 ноября [7 декабря] 1871, Шепель, Волынская губерния — не ранее 1929, Симферополь) — русский художник-живописец и  педагог. Статский советник (1910).

## Биография
Родился в 1871 году в селе Шепель на Волыни в семье псаломщика Игнатия Фомича Крестианполя (1844—1904). Учился в Мелецком духовном училище. В 1892 году окончил Волынскую духовную семинарию по второму разряду. В 1892—1894 годах служил псаломщиком в с. Брыков Кременецкого уезда. Продолжил обучение в Санкт-Петербургской академии художеств как вольнослушатель в 1895—1897 годах, получил свидетельство на право преподавания живописи. Поселился в Симферополе. Работал преподавателем рисования, чистописания и черчения в реальном училище (c 1898), учителем рисования в Таврической духовной семинарии (с 1900), Симферопольском духовном училище (с 1898) и частной женской профессиональной школе А. А. Машковцевой (c 1911). 
В 1924—1926 годах являлся научным сотрудником художественного отдела Центрального музея Тавриды. Совместно с П. И. Голландским и Н. Л. Эрнстом принимал непосредственное участие в организации музея, его выставок и докладов. Участвовал в деятельности учёного совещания при Крымском отделе по делам музеев и охраны памятников искусства, старины, природы и народного быта (КрымОХРИС).
В 1911 году был принят в члены Таврической учёной архивной комиссии, в 1923 году — в члены Таврического общества истории археологии и этнографии. 
Жил в Симферополе по ул. Дальней, 14.
Умер в Симферополе. Дата смерти неизвестна.

## Творчество
Участвовал в выставках с 1899 года. Изображал преимущественно морские пейзажи, бухты Крыма и цветущие сады. Отдельные картины хранятся в киевской галерее «Вернисаж».
Разрабатывал методику преподавания графического искусства. Автор книг «К вопросу о преподавании рисования в духовно-учебных заведениях» (Симферополь, 1899) и «Методическое руководство к обучению рисованию в начальной народной школе» (Киев, 1899).

### Работы
- «Восход солнца»
- «Крымские горы»
- «На прогулке»
- «Тихая бухта»
- «У моря»
- «Крымский пейзаж»

## Награды
- Орден Святой Анны 3-й степени (1907)[1]

## Мнения современников
Как вспоминал Л. И. Ремпель:
Настоящее художественное образование я стал получать малыми дозами, ещё когда поднимался в наш Художественный отдел [Центрального музея Тавриды]. Здесь вёл экскурсии и уделял мне свободные часы художник Крестьянполь. Невысокий, неопрятный, небритый, он учился в Академии художеств, ездил в Италию. Но в искусстве, как и в жизни, кажется не преуспел. Писал посиневшее тело натурщика без вдохновения и принадлежал, видимо, к той категории «неклассных» художников, которыми Академия художеств не гордилась.

### Комментарии
1. ↑  В последний раз имя П. И. Крестьянполя в протоколах заседаний Таврического общества истории, археологии и этнографии встречается 16 июня 1929 года[14].